# Parque nacional de Namib-Naukluft
El Parque nacional de Namib-Naukluft es un espacio protegido de Namibia que comprende parte del desierto de Namib (considerado el desierto más viejo del mundo) y la sierra de Naukluft. Con una superficie total de 49 768 kilómetros cuadrados el Namib-Naukluft es el mayor parque en África y el cuarto más grande en el mundo. El área más conocida del parque es Sossusvlei, una de las principales atracciones turísticas de Namibia.
Una colección sorprendente de criaturas sobreviven en esta región hiper-árida, incluidas las serpientes, lagartijas, insectos extraños, hienas, chacales, órices de El Cabo, entre otros. La zona recibe más humedad de la neblina proveniente del océano Atlántico que en forma de lluvia, la precipitación media anual es de 106 mmm concentrada en los meses de febrero a abril.

## Imágenes

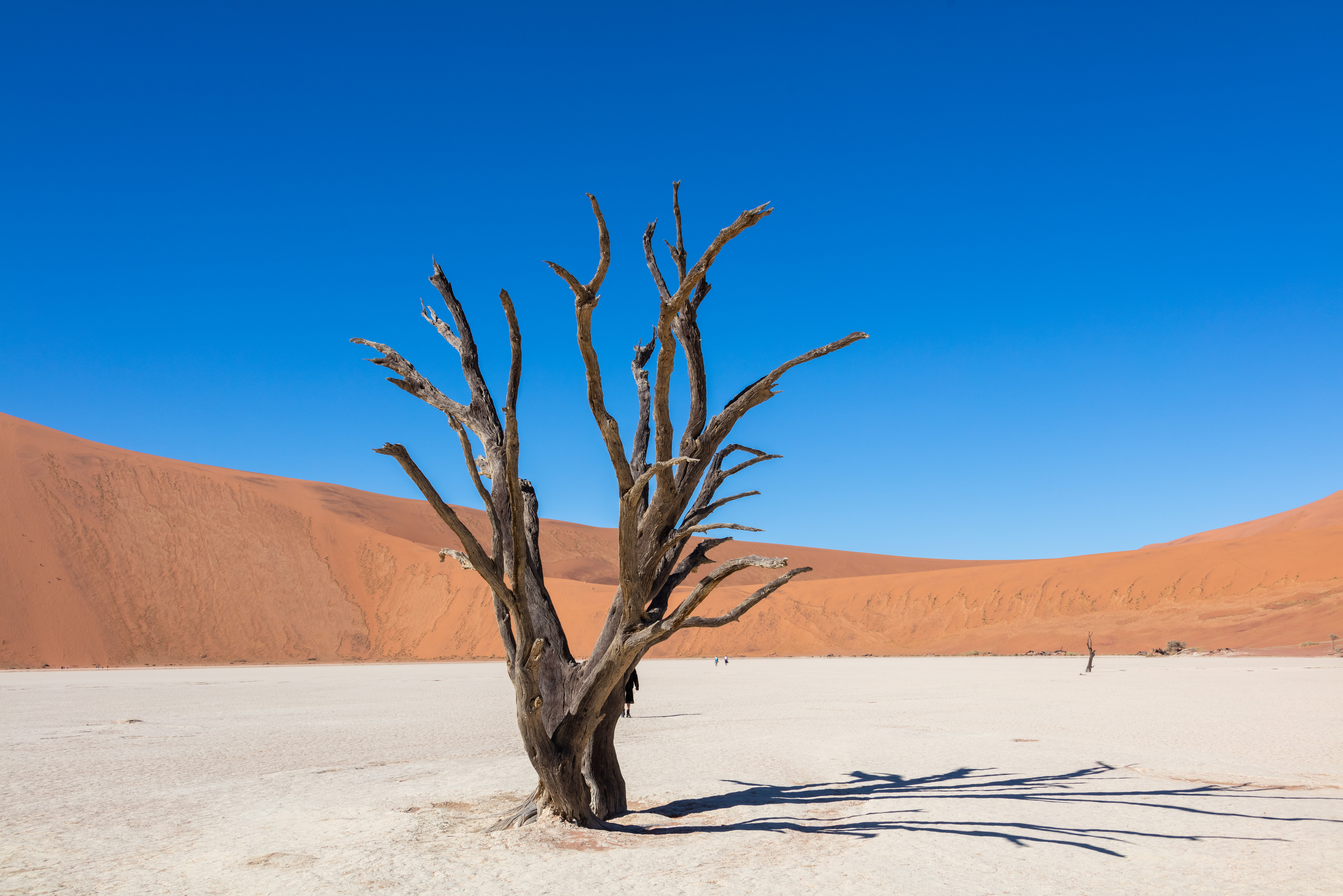
Acacia erioloba.
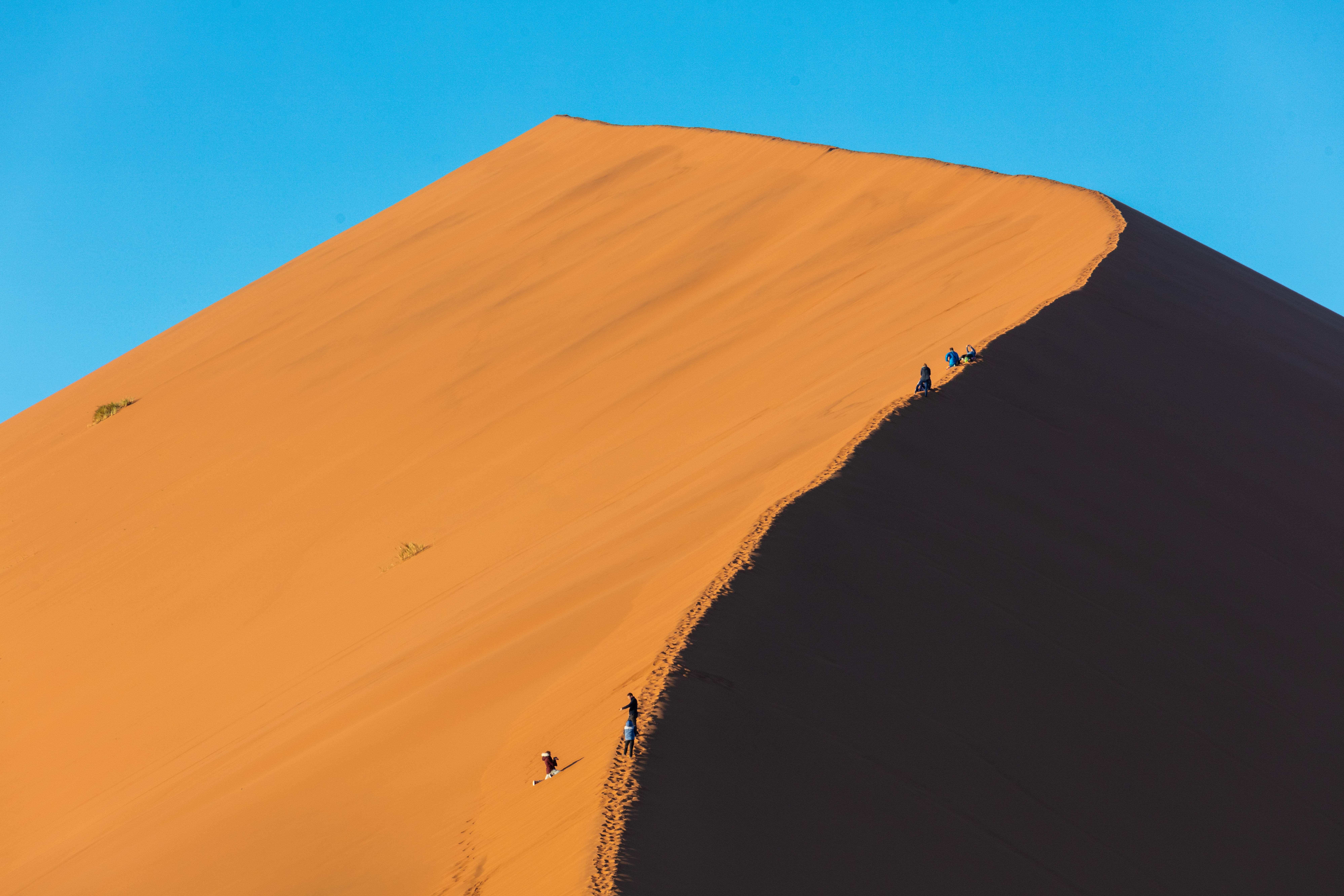
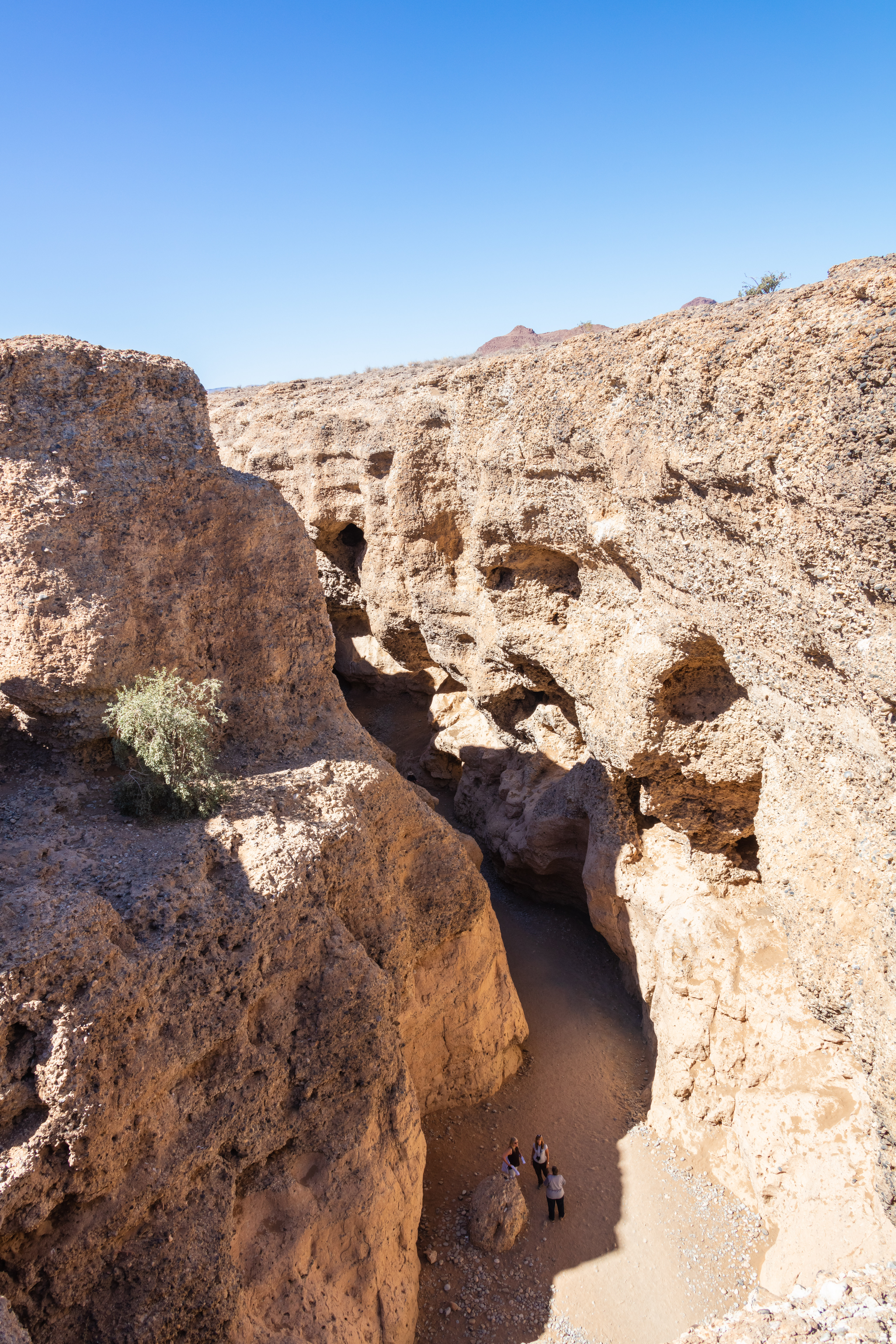
Sesriem.
Paisaje en el parque.
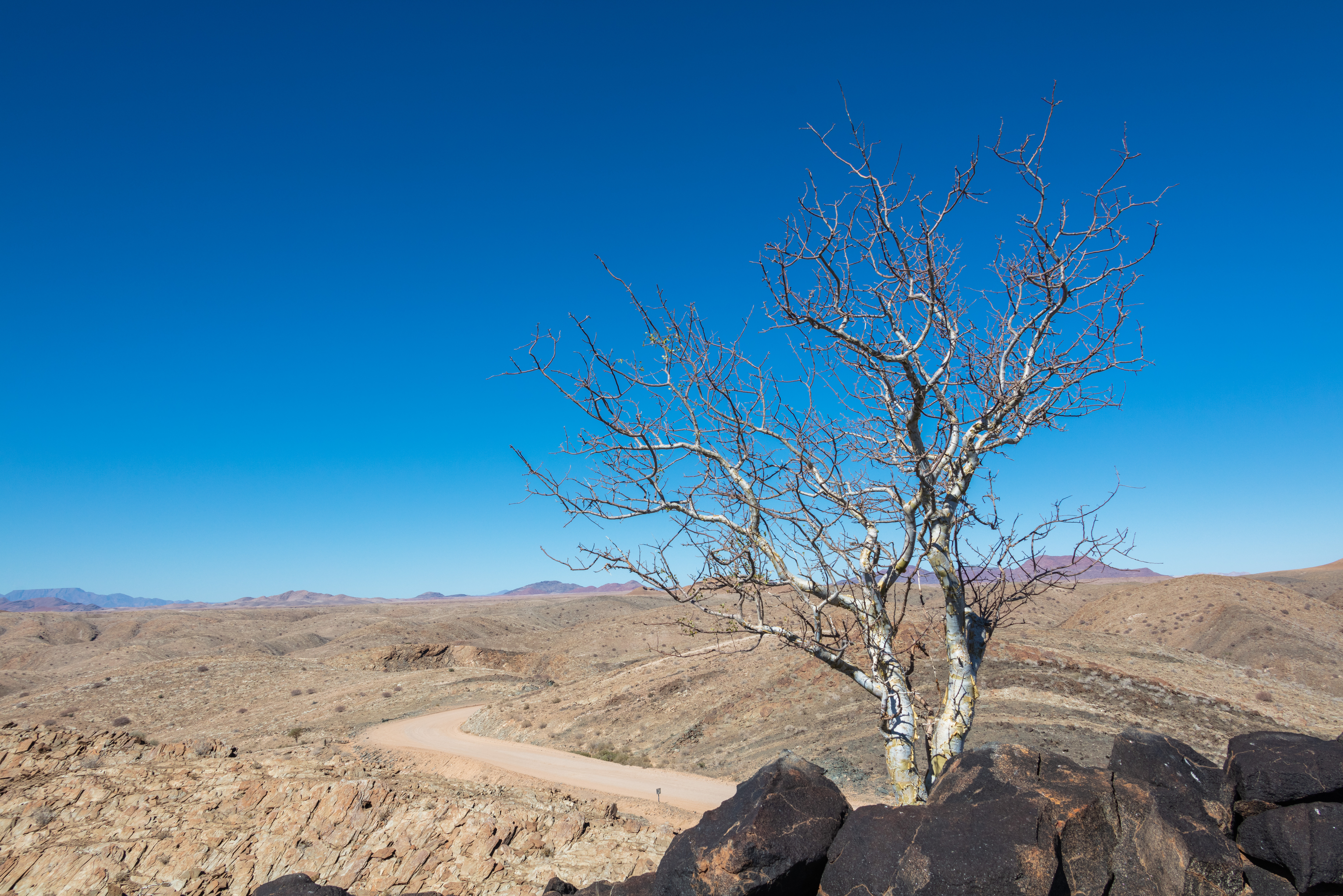
Otra vista.
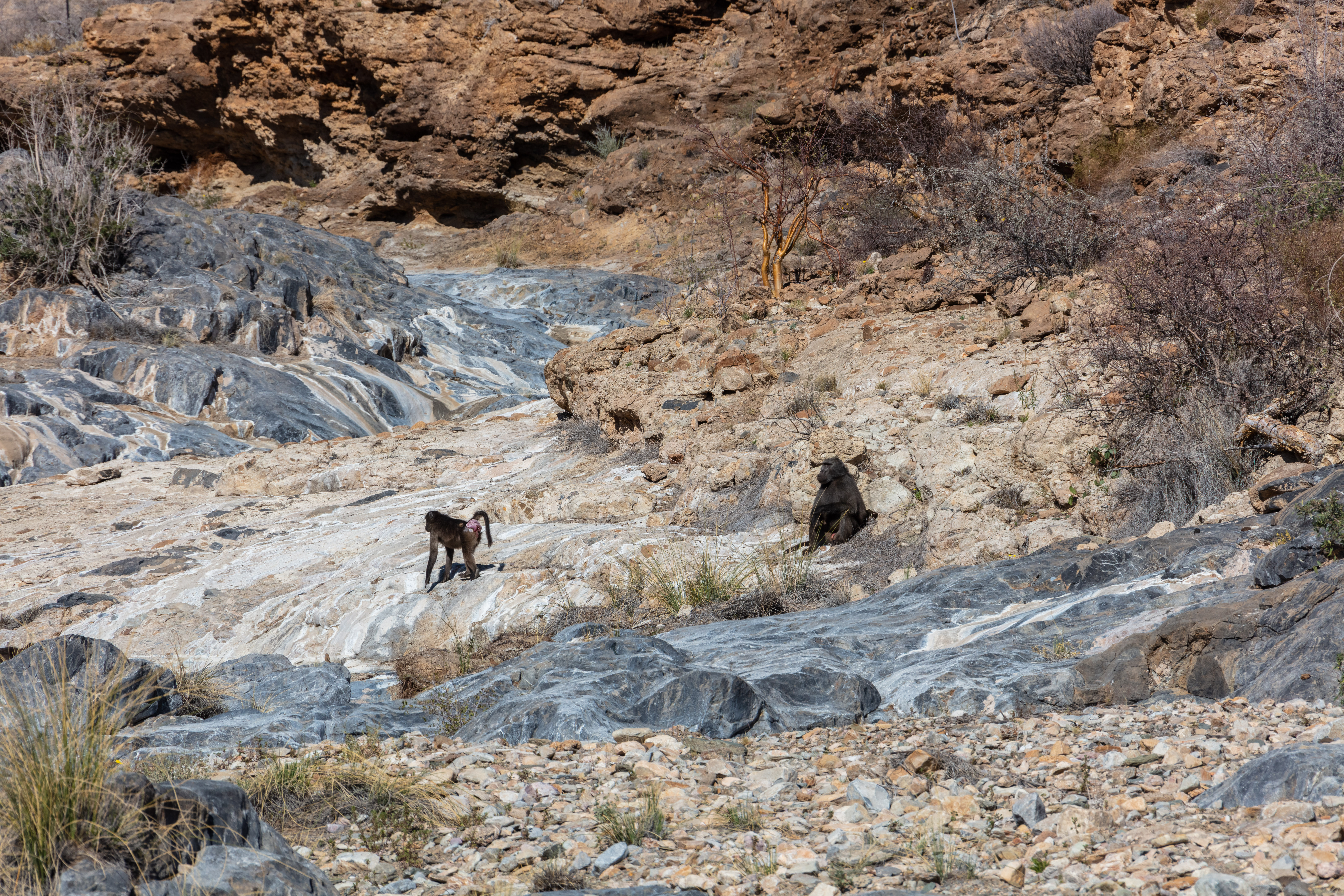
Papiones chacma en el parque.